# Pylaecephalidae
Pylaecéphalidés, Diictodontidae, Robertiidae
Famille
Synonymes
- † Diictodontidae Kemp, 1982
- † Robertiidae Cluver & King, 1983

Les Pylaecephalidae (Pylaecéphalidés en français) sont une famille éteinte de thérapsides dicynodontes qui comprend des genres datant de la période permienne d'Afrique du Sud. Les pylaecéphalidés étaient de petits dicynodontes fouisseurs avec de longues défenses. La famille a été nommée pour la première fois en 1934 et a été redéfinie en 2009. Les taxons Diictodontidae et Robertiidae sont considérés comme synonymes de Pylaecephalidae.

## Systématique
La famille des Pylaecephalidae est attribuée, en 1934, au paléontologue sud-africain Egbert van Hoepen (1884-1966).

## Liste des genres
Selon Paleobiology Database (29 avril 2022) :
- genre † Diictodon Broom, 1913
- genre † Eosimops Broom, 1921
- genre † Prosictodon Angielczyk & Rubidge, 2010
- genre † Pylaecephalus Van Hoepen, 1934
- genre † Robertia Boonstra, 1948

## Publication originale
- (af) E. C. N. van Hoepen, « Oor die indeling van die Dicynodontoidae na aanleiding van nuwe vorme », Paleontologiese Navorsing van die Nasionale Museum, Afrique du Sud, Bloemfontein, vol. 2,‎ 1934, p. 67–101 (ISSN 0258-1493).